# Cathédrale Saint-Nicolas-des-Marins de Saint-Pétersbourg
Cette  cathédrale ne doit pas être confondue avec une autre cathédrale de Saint-Pétersbourg.
 D’autres cathédrales portent le nom de cathédrale Saint-Nicolas.
La cathédrale Saint-Nicolas-des-Marins de Saint-Pétersbourg (en russe : Никольский  морской собор), en Russie, est une cathédrale (équivalent à une collégiale dans l'Église latine) de style baroque construite entre 1753 et 1762 par l'architecte Savva Tchevakinski, élève de Bartolomeo Rastrelli. La cathédrale, située près du canal Krioukov, présente une façade peinte en blanc et bleu soutenue par des colonnes corinthiennes. Elle est coiffée de cinq coupoles dorées dont la plus haute atteint 52 mètres. L'intérieur comporte un riche décor de stuc et d'or et une magnifique iconostase ornée de peintures du XVIIIe siècle.
Conformément à l'organisation des édifices religieux russes, la cathédrale comporte deux salles, la salle inférieure, la plus sombre, est celle mise à disposition des croyants pour les services religieux quotidiens tandis que la salle supérieure, plus lumineuse, est réservée aux jours fériés et à certains jours de fête.
La cathédrale est consacrée à saint Nicolas, patron des gens de mer. Durant l'époque soviétique, la cathédrale était une des rares églises de Saint-Pétersbourg qui ne fut pas fermée. En 1967, la messe des morts y fut célébrée pour l'enterrement de la poétesse Anna Akhmatova. L'église est consacrée aux gens perdus en mer et on y trouve des plaques commémoratives portant les noms de marins disparus en mer. La façade donne sur la rue Glinka qui mène à la place du Théâtre, avec le conservatoire de Saint-Pétersbourg et le Théâtre Mariinsky.